# Meziad
Meziad – wieś w Rumunii, w okręgu Bihor, w gminie Remetea. W 2011 roku liczyła 1129 mieszkańców.